# Amb en Tango som tres
Amb en Tango som tres és un llibre infantil escrit per Peter Parnell i Justin Richardson, i il·lustrat per Henry Cole. El llibre es basa en la història real de Roy i Silo, dos pingüins barbijo del zoològic del Central Park, Nova York. El llibre segueix els sis anys de la seva vida, en els quals van formar una parella homosexual i se'ls va donar un ou per criar. Editat en anglès el 2005, l'editorial espanyola Serres va publicar el 2006 la versió en espanyol traduït per Francesc Strino.

El llibre ha estat reconegut amb nombrosos premis, però també ha estat el centre d'actes de censura i debats sobre el matrimoni igualitari, l'adopció i l'homosexualitat als animals. 
Escrivim el llibre per ajudar els pares a explicar als nois sobre les famílies del mateix sexe. No és més argument a favor de les relacions gai que a favor de menjar els peixos crus o dormir a les roques.
Justin Richardson (co-autor)
New York Times (2005)

## Resum
El llibre es basa en la història veritable de Roy i Silo, dos pingüins barbijo. Després d'algun temps d'observar-los, Rob Gramzay, el guarda del zoo del Central Park, va descobrir que aquests dos pingüins mascles que estaven sempre junts eren parella. L'any 2000, en veure el comportament tendre de Roy i Silo, va decidir donar-los l'oportunitat de crear una família. Tango, la seva cria, va néixer d'un ou d'una altra parella de pingüins, que es diuen Betty i Porkey.
Aquesta parella acostuma a covar els seus propis ous, però mai no havien estat capaços d'ocupar-se de més d'un alhora. Quan Betty va posar dos ous fèrtils, Gramzay va col·locar l'ou sobrant al niu buit que havia construït la parella. Es va triar aquest nom per a la cria, perquè 'se'n necessiten dos per ballar un tango'.

## Premis i nominacions
Premis Nacionals:
- Associació Americana de Biblioteques: Llibre Infantil Distingit (2005).[3]
- Premi Henry Bergh de la Societat Americana per a la Prevenció de la Crueltat contra els Animals (2005).[4]
- Nickelodeon Magazine: Millor Llibre Familiar de l'Any (2006).[5]
- Premis Bank Street College of Education: Millor Llibre de l'Any (2006)[6]
- Triat pel Consell Cooperatiu de Llibres Infantils (2006).[6]
- Lambda Literary Award: finalista (2006).[7]

Premis dels grups de nens:
- Sheffield Children's Book Award - preseleccionats (2008).[6]